# Doge (mème)
Pour les articles homonymes, voir Doge.

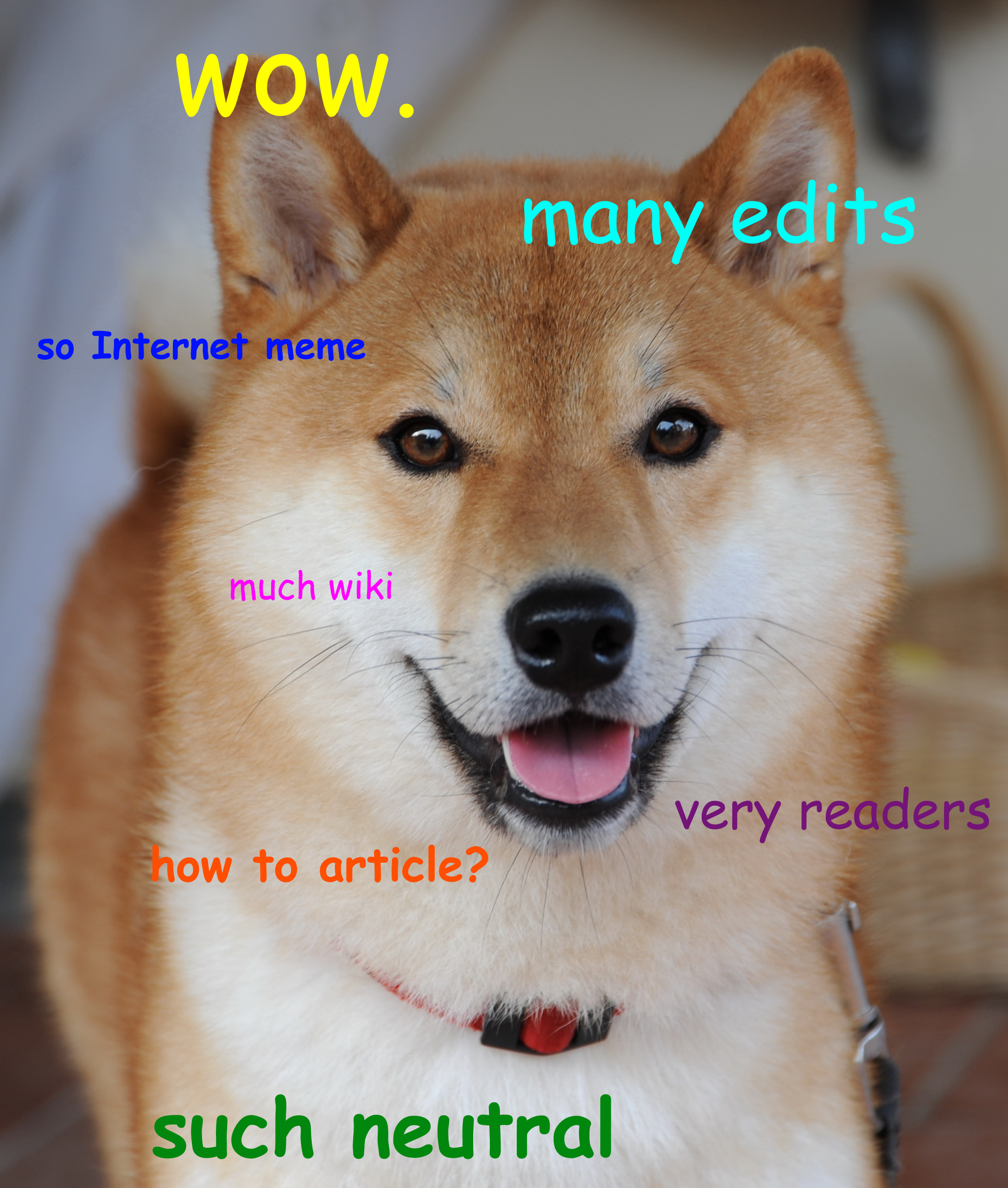
Mème dérivé d'une photo d'un shiba inu.

Doge (prononcé en français : [doʒ] ou [dɔʒ], en anglais : [ˈdoʊdʒ]) est un mème Internet popularisé en 2013. La composition du mème est évolutive par définition mais est généralement la photographie d'un chien de race shiba sur laquelle est ajouté du texte multicolore en Comic Sans MS censé représenter une sorte de dialogue intérieur naïf du chien lui-même. 

## Prononciation
Doge n'ayant été prononcé qu'une fois hors internet par Strong Bad dans Homestar Runner, avant qu'il ne devienne un mème ; il n'existe pas de prononciation officielle en anglais et encore moins en français. Le mot doge peut se prononcer de plusieurs manières en anglais, ce qui a lancé un débat sur sa véritable prononciation à la manière du format de fichier GIF,.
En alphabet phonétique international, doge pourrait se prononcer en anglais /doːʒ/ avec un o long, ou bien de la même manière que le verbe anglais dodge : /dɒdʒ/ c'est-à-dire avec un o court et plus ouvert et une dentale précédant le son j. D'autres personnes suggèrent que le -ge n'est pas un son j mais un g, prononçant doge /doːg/ ou encore /dəʊɡ/ ou /dəʊɡə/ avec une emphase plus ou moins importante sur le e final. En prenant l'épisode de Homestar Runner comme origine cependant, la prononciation du terme serait /doʊʒ/ ou /doʊdʒ/.

## Vie du mème

### Origines

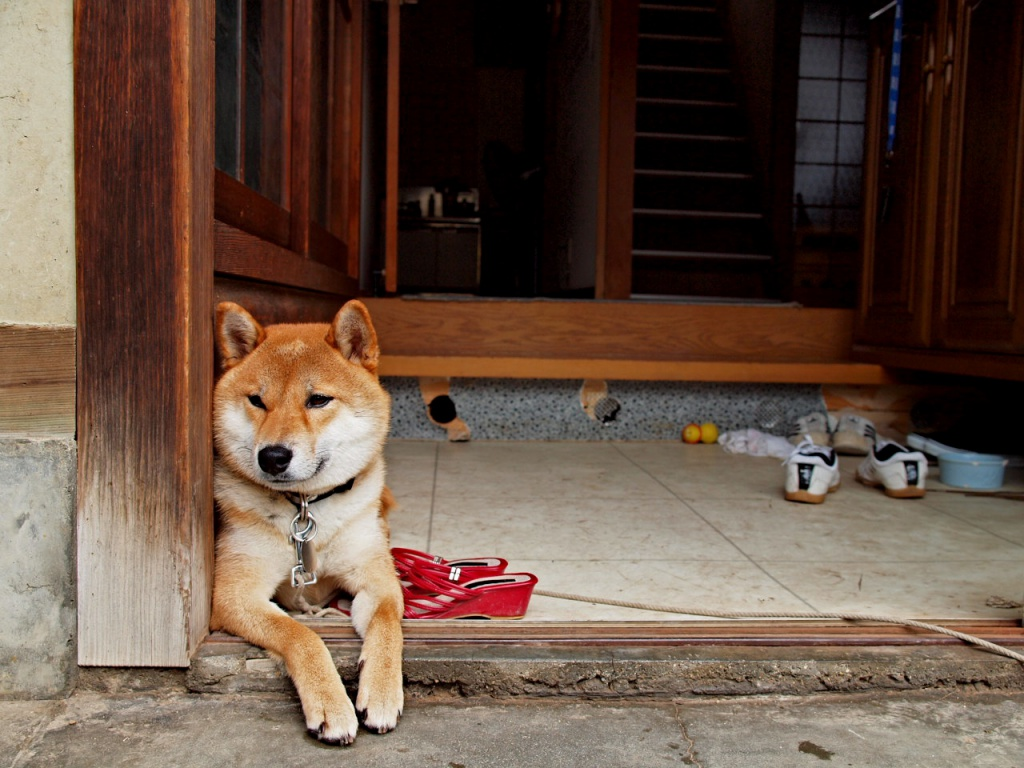
Un Shiba, la race de chien utilisée pour le mème « Doge ».

La photo à l'origine du mème du doge est extraite d'un album de photos d'une chienne shiba, appelée Kabosu, posté sur le blog d'une enseignante de maternelle japonaise, Atsuko Sato,. Le blog a été ouvert avec l'intention d'attirer l'attention sur le problème des usines à chiots (en), Kabosu ayant été acquise par Atsuko Sato après avoir été abandonnée par une usine ayant fermé ses portes. Kabosu est décédée le 24 mai 2024.
On trouve la première utilisation erronée du terme « doge » à la place de « dog » en juin 2005 à l'occasion d'un épisode de l'émission animée Homestar Runner,. Sur internet le terme ne commence sa popularisation qu'à partir de 2010 quand un premier sujet intitulé « LMBO LOOK @ THIS FUKKIN DOGE. » posté sur Reddit avec une photographie d'un chien Welsh Corgi. L'origine de la composition caractéristique du mème, un shiba avec des phrases en Comic Sans MS à visées humoristiques, semble être le Tumblr Shiba Confessions lancé en septembre 2012, dont le contenu tend dès cette année à transformer le phénomène en mème. BuzzFeed relève dès septembre l'existence de celui-ci.
Les recherches utilisant le moteur de recherche Google et centrées sur ce mème ont réellement commencé à augmenter en juillet 2013. En août 2013, des images du mème ont été massivement postées sur Reddit (principalement sur le subreddit /r/MURICA) par certains utilisateurs du board /b/ de 4chan ; ce raid a lieu dans la soirée du dimanche 25 août 2013 et amène au spam massif du subreddit par des images de Kabosu au contenu exagérément patriotique.

### Pic de popularité

Peinture représentant Cheems sur une pancarte lors de la marche pour l'égalité de Wrocław le 11 juin 2022.

Une recherche Google Trends du terme doge indique une forte augmentation de popularité en octobre 2013, qui continua d'augmenter le mois suivant. Le mème se généralise et devient grand public.
Avec Kabosu, un autre shiba a été rendu fortement populaire par le biais du doge, Suki, la chienne d'un photographe de San Francisco dont la photographie a été détournée pour en faire un doge dont le monologue interne est donné sur un ton hipster et surnommée « indie doge ».
Dès novembre 2013, le mème s'est répandu sur internet. Google crée un easter egg qui s'affiche lors de la saisie de « doge meme » dans la barre de recherche de YouTube,,. Le mème a été listé no 12 sur la liste établie par MTV des « 50 choses que la Pop culture nous a apportées » en 2013 et est nommé en décembre 2013, « Meilleur mème de l'année 2013 » par le site Know Your Meme. Deux sous-forums de Reddit /r/shibe et /r/supershibe sont la source de la plupart des mèmes doge durant cette période en plus des tumblr déjà existants depuis 2010 et du subreddit /r/doge.
À la fin de cette même année, les membres du congrès Américain ont produit des contenus imitant le style de ce mème. Le Huffington Post a par ailleurs commenté que le mème serait « mort » dû à l'utilisation de celui-ci par les membres du congrès.
Une firme américaine, Ultra PRO, tente d'acheter le nom doge sous le droit des marques le 16 mai 2014. Cette demande fait alors débat, le commerce de vêtements ou d'objets avec la photo de Kabosu ou portant des variantes du mème étant encore généralisé et sans restrictions légales : des craintes sont émises sur les intentions de l'entreprise et surtout le devenir à la fois du mème doge et de la cryptomonnaie dogecoin. Si le mot doge n'a pas pu être licencié comme une marque, — le United States Patent and Trademark Office ayant indiqué que doge est assimilé à un mot simple comme « eau » ou « cahier » et donc ne peut être enregistré — l'image d'origine de Kabosu regardant le spectateur de travers a été acceptée en juillet 2014.

## Culture
Selon Gawker, doge représente très bien la culture mémétique d'internet dans le sens où c'est un mème dépourvu de logique ou de sens profond et dont l'émergence est assez inexplicable tout en alliant le potentiel humoristique et le caractère accrocheur des mèmes.
En juin 2014, la compagnie américaine Ultra Pro achète les droits de la photographie de Kabosu après avoir échoué le 16 mai 2014 dans sa tentative d'acheter le mot doge comme marque,.

## Composition du mème
Le mème est composé d'un chien de race shiba, le plus souvent avec du texte écrit en Comic Sans MS au premier plan, censé représenter un monologue intérieur du chien sur un ton naïf et parfois étonné lui-même par l'existence de ce monologue intérieur. Comme pour les lolcats, dont les textes sont très souvent rédigés dans un anglais approximatif, le texte est caractérisé formellement par des expressions simples accolant, d'une manière « subtilement inappropriée », les adverbes « many », « much », « such », « very » ou « so » à un nom ou un adjectif. L'expression « wow » est dans la plupart des cas ajoutée, une à plusieurs fois,,.
Comme pour la plupart des mèmes, cette forme d'origine a beaucoup évolué et peut être détournée en réalisant de fausses affiches de film, publicités etc. utilisant le « langage doge » pour remplacer les titrages classiques plutôt que pour représenter la pensée du chien. Dans la lignée de la reproduction mémétique du doge, l'image du chien peut se suffire à elle-même en étant incrustée dans des photos ou dessins d'objets divers comme des Twinkies, ou en étant copiée et collée à l'infini.
Inversement, il arrive aussi qu'au lieu de conserver la tête de Kabosu pour réaliser un doge, sa tête soit effacée de la photo d'origine pour la remplacer par une tête de chat ou la tête de Nicolas Cage. On retrouve aussi des images de « format doge » sans chien de race shiba dans l'image.

## Création dudogecoin
Le dogecoin est une monnaie électronique comme l'est le bitcoin, créée le 6 décembre 2013 puis référencée sur les marchés en ligne de bitcoin dès le 19 décembre. Issue du même code source, le dogecoin a eu en date du 18 février 2014, une contrevaleur d'un dixième de penny. Son symbole reprend le portrait le plus utilisé de Kabosu, entouré de la phrase « very currency wow much coin how money so crypto plz mine v rich », avec un « wow » superposé au portrait du chien, tout ceci écrit en Comic Sans MS.
En décembre 2013, plus de 20 millions de dogecoins ont été volés, pour une contrevaleur de 12 000 dollars US, la parité du dogecoin contre le dollar étant à l'époque de 0,000 59 $.